# Kington Magna
Kington Magna è un villaggio e parrocchia civile dell'Inghilterra, appartenente alla contea del Dorset.